# Jadamowo
Jadamowo (dawniej niem. Adamscheide) – osada w Polsce położona w województwie warmińsko-mazurskim, w powiecie olsztyńskim, w gminie Olsztynek. Miejscowość wchodzi w skład sołectwa Waplewo. W latach 1975–1998 miejscowość należała administracyjnie do województwa olsztyńskiego.
Wieś położona na wschodnim brzegu jeziora Mielno, niedaleko drogi E-7, z Waplewem połączona jest drogą brukowaną.
We wsi dwór z końca XIX w. w 1/3 długości bryły piętrowy ryzalit, w otoczeniu wiekowe lipy.

## Historia
Wieś powstała w 1856 r. jako folwark, należący do majątku ziemskiego Witramowo i należała do rodu Finck von Finckenstein. W 1871 r. było tu pięć domów z 86 mieszkańcami. W tym czasie wybudowano dworek oraz założono wokół niego park. W 1910 r. folwark obejmował 550 ha ziemi. Znajdowało się tu 8 domów i mieszkało 126 osób. Przed 1945 r. właścicielem majątku był niejaki Wannow. Po 1945 r. folwark włączono do PGR Waplewo. W 1996 r. zabudowania dworskie znalazły się w posiadaniu prywatnym. W 1997 r. w Jadamowie mieszkały 73 osoby. W 2005 r. we wsi mieszkały 34 osoby.